# Jože Kogovšek
Jože Kogovšek, slovenski veterinar, * 4. februar 1942, Izgorje, † 23. julij 2011, Ljubljana
Diplomiral je leta 1966 in doktoriral leta 1979 na veterinarskem oddelku Biotehniške fakultete v Ljubljani (BF). Izpopolnjeval se je v Københavnu, Uppsali in Leipzigu.
Med letoma 1968 in 1970 je delal na Veterinarski postaji v Laškem, med letoma 1970 in 72 na Šoli za živinorejsko-veterinarske tehnike v Ljubljani, med letoma 1972 in 2011 pa je bil zaposlen na BF oz. Veterinarski fakulteti v Ljubljani, kjer je bil od leta 1996 redni profesor. Od leta 1993 do smrti je bil predstojnik Klinike za kirurgijo in male živali.
Deloval je na področju veterinarske kirurgije, ortopedije (zdravljenje kostnih zlomov z osteosintezo), oftalmologijo in organiziranja izobraževanja v veterinarstvu. 
Sam in s sodelavci je objavil ok. 50 znanstvenih in strokovnih člankov. Poljubne strokovne prispevke je objavljal v Mojem malem svetu, Kmečkem glasu in Veterinarskih novicah. Bil je soavtor Veterinarskega terminološkega slovarja.